# Totscho
Die Sprache Totschoskiot oder auch Totschoisch und Totcho ist eine vom Aussterben bedrohte kordofanische Sprache, die im Sudan gesprochen wird.
Sie zählt zur Sprachgruppe der Talodi-Heiban-Sprachen innerhalb der Niger-Kongo-Sprachfamilie. Die Sprecherzahl der Sprache beträgt 3.800. Immer mehr Sprecher bringen ihren Kindern allein das Arabische bei, da das Arabische vonseiten der islamischen Mehrheitsgesellschaft ein höheres Prestige genießt und nichtarabische Sprachen geächtet werden. Dennoch verwendet die Sprache die lateinische Schrift.